# Woxx
Woxx és un setmanari multilingüe publicat a Luxemburg. El diari va ser fundat com a GréngeSpoun pels Verds el 23 de setembre de 1988. El 2000 va ser rebatejat com Woxx i es va posar èmfasi en la seva independència, tot i que en els seus editorials encara donen suport als Verds. Es publica setmanalment cada divendres en totes les tres llengües oficials de Luxemburg: francès, alemany i luxemburguès. La seu de Woxx és a la ciutat de Luxemburg. El 2009 va rebre 230.417 € en subvenció de la premsa per part de l'Estat. Woxx va tenir una difusió de 3.000 còpies el 2004 i 3.000, el 2010.